# Symplecta (Symplecta) colombiana
Symplecta (Symplecta) colombiana is een tweevleugelige uit de familie steltmuggen (Limoniidae). De soort komt voor in het Neotropisch gebied.